# Мекк, Николай Карлович фон
Николай Карлович фон Мекк (28 апреля 1863, Москва, Российская империя — май 1929, Москва, СССР) — русский железнодорожный магнат, предприниматель и политический деятель.
Член Совета Русско-Азиатского банка. Представитель династии строителей и собственников ряда железных дорог. С 1892 года четверть века возглавлял Общество Московско-Казанской железной дороги, одну из крупных экономических компаний в царской России. В 1929 году был расстрелян по обвинению во вредительстве.

## Начало биографии

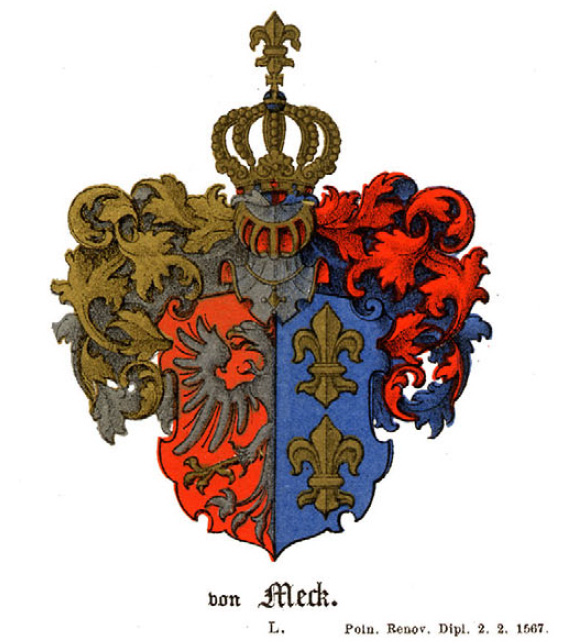
Герб дворянского рода
фон Мекк

Родился 28 апреля 1863 года в Москве в семье известного железнодорожного деятеля, принадлежавшего старинному дворянскому роду фон Мекк. Его отец, Карл Федорович фон Мекк, был инженером-путейцем, успешно занимавшимся строительством частных железных дорог. Мать — Надежда Филаретовна фон Мекк (1831—1894). В семье выросло 11 детей, трое из которых — сыновья Владимир, Николай и Александр — участвовали в сохранении и развитии семейного дела.
В 1877 году, после окончания частного московского пансиона, поступил в Императорское училище правоведения в Петербурге. Решив отказаться от карьеры правоведа и посвятить себя исключительно железнодорожному делу, попросил у матери разрешение выйти из училища без выпускных экзаменов. Отсутствие специального образования не остановило его, он начал профессиональную деятельность с освоения основ, поработав в депо кочегаром, машинистом, конторщиком Николаевской железной дороги.

## Предпринимательская деятельность до Октября
С 1884 года кандидат в члены правления Общества Московско-Рязанской железной дороги, а с 1 ноября 1890 года — член правления.
В апреле 1891 года по инициативе Министерства финансов было решено приступить к строительству участка Казанско-Рязанской железной дороги. Общество Московско-Рязанской дороги реорганизовали в Общество Московско-Казанской железной дороги, а 1 мая 1892 года Н. К. фон Мекка избрали председателем правления нового общества.
Более четверти века, вплоть до национализации в 1918 году, с его именем было связано активное расширение компании и её участия в развитии транспортной системы России. За первые девять лет его управления длина линий Московско-Казанской железной дороги увеличилась с 233 верст до 2,1 тысячи верст. Достижения компании были обусловлены проводимой фон Мекком технической политикой обеспечения профессионализма кадров, модернизации технического оснащения, тщательности изыскательных работ и проектирования. Он пользовался заслуженным авторитетом не только у собственных сотрудников и у деловых партнёров, но и в правительственных кругах и у членов царствующего дома. В состав акционеров Общества вошли крупные банки России.
В 1903 году, как председатель правления Московско-Казанской железной дороги, отвечал за организацию паломнической поездки Николая II с семьёй в Саровский монастырь. В самом начале русско-японской войны возглавил отдел отправки благотворительных грузов на Дальний Восток при Комитете великой княгини по сбору средств в помощь армии под сенью Российского общества Красного Креста. Великая княгиня Елизавета Фёдоровна отзывалась о нём как о «честнейшем слуге царю и отечеству».
Заботясь о подготовке специалистов, фон Мекк открывал технические училища, участвовал в деятельности Общества распространения полезных книг. Поддержал организацию потребительской кооперации для снабжения железнодорожников продуктами.
В 1905 году отказался выдать властям зачинщиков забастовок.
В 1912 году на станции Москва-Сортировочная начали строить многоквартирный дом, а на станции Прозоровская основали посёлок, ссуды на приобретение участков в котором выдавались служащим дороги в размере трёхгодичного жалованья сроком на 10 лет. Проект предусматривал обустройство электрической и телефонной сетей, водопровода, трамвайной линии, больницы, здания общественных собраний. Полной реализации планов помешала начавшаяся в 1914 году Первая мировая война.
Член Совета Русско-Азиатского банка.

## Увлечения
Интересовался искусством, с детства играл на скрипке. В его доме на Новинском бульваре по средам дважды в месяц собирались профессиональные музыканты и любители музыки. Неоднократно играл у него С. И. Танеев.
Коллекционировал живописные полотна, был знаком с крупными художниками, много лет помогал Михаилу Врубелю, оплачивал его лечение. После смерти художника назначил пожизненную пенсию его вдове. Помогал материально и художнику А. Е. Архипову. В принадлежащей фон Мекку усадьбе Воскресенское гостил художник Б. М. Кустодиев, писавший этюды местной природы, портреты Николая Карловича, его дочери Галины Николаевны, других членов семьи фон Мекк.
Художник князь С. А. Щербатов, который по заказу правления Московско-Казанской железной дороги работал над проектом росписей нового здания Казанского вокзала писал, что Николай Карлович «был человеком весьма незаурядным. С огромной энергией, огромной работоспособностью, организаторским даром сочеталась в нём талантливая инициатива, свежее дерзновение и несомненный интерес к искусству».
Одним из увлечений фон Мекка были лошади. В усадьбе Воскресенское у него был конный завод бельгийских коней-тяжеловесов. Действительный член Московского и Санкт-Петербургского общества поощрения рысистого коннозаводства, вице-президент (1910—1913, 1916—1919) Юго-западного Общества поощрения рысистого коннозаводства, вице-президент (1903—1906) Киевского общества охотников конского бега. Участник многих выставок.
В 1899 году одним из первых в России купил автомобиль, увлёкся автомобильным спортом, в 1903 г. стал одним из учредителей и первым главой Московского клуба автомобилистов, организатором и участников первых в России автопробегов в 1910—1911 годах. Владелец номерных знаков в Москве — 84, 588, 679.

## Общественная деятельность
Член Российского автомобильного общества (РАО), Киевского клуба автомобилистов (ККА); пожизненный член образованного в 1910 году Императорского Российского автомобильного общества (ИРАО) — член комитета, вице-президент, член технической комиссии.
Активный член многих обществ:
- член Совета Российского Общества морского, речного и сухопутного транспортирования и страхования кладей и товарных складов с выдачей ссуд
- почётный попечитель, почётный член Фоминской вольной пожарной дружины
- сотрудник попечителя Троицкой больницы для неизлечимо-больных женщин Общества поощрения трудолюбия в Москве
- член Императорского человеколюбивого общества;
— казначей склада кустарных изделий, состоявшим под Августейшим покровительством Ея Императорского Высочества Великой Княгини Елизаветы Федоровны;
— действительный член Московского отделения Императорского Русского музыкального общества
- член наблюдательного совета Управления московского Синодального училища церковного пения и синоидального хора (при Московской Синодальной конторе в Кремле, управляющий — А. А. Ширинский-Шихматов)
- член финансовой комиссии Московского губернского земского собрания 1913—1915
- председатель Губернского экономического совета (1913)
- товарищ Председателя Московского общества воздухоплавания П. А. фон-Плеве (1910)
- член Московского организационного комитета по сбору пожертвований на воздушный флот, жертвователь средств на строительство одного аэроплана в 1913 году
- член Русско-Американской торговой палаты
- член Историко-Родословного Общества в Москве
- попечитель Совета женской гимназии Бесс
- действительный член Общества распространения полезных книг.

Николай Карлович вместе с братом Александром и племянником Владимиром сделал крупное пожертвование Московскому институту благородных девиц. В институте были учреждены три стипендии имени семейства фон Мекк.
Н. К. фон Мекк — почетный мировой судья Киевского судебно-мирового округа. Гласный Московского земского собрания от Подольского уезда, член финансовой комиссии 1913—1915 гг.
Имя Н. К. фон Мекка — в списке награждённых департаментом торговли и мануфактур Министерства финансов Российской империи за благотворительную и общеполезную деятельность в 1895 году.
Жертвователь на строительство Лагерного храма во имя св. прп. Сергия Радонежского, с приделами во имя святых Александра Невского, Марии Магдалины и святителя Николая. Храм был сооружён на Ходынском поле для войск Московского военного округа, «в память чудесного избавления наследника цесаревича от злодейского покушения на его жизнь в Японии 29 апреля 1891 года».

## После революции
После революции фон Мекк надеялся, что его знания и опыт по-прежнему будут полезными государству. Он продолжал интересоваться вопросами развития железнодорожной транспортной системы, работал консультантом финансово-экономического управления Народного комиссариата путей сообщения (НКПС), представлял комиссариат в Госплане. Свои идеи в области экономики и перспектив отечественного железнодорожного транспорта фон Мекк изложил в ряде книг, опубликованных в 1921—1927 годах.
Несмотря на это, начиная с 1919 года, из-за «буржуазного происхождения» его неоднократно арестовывали по различным обвинениям: в «контрреволюционных выступлениях против советского строя», в «технической контрреволюции», в участии в «тайном обществе», «в непринятии мер к восстановлению транспорта». Освобождали из-под ареста при «условии невыезда из Москвы» и вновь допускали к службе.

## Арест, «суд», казнь
В очередной раз был арестован в 1928 году в связи с показаниями арестованных в ходе следствия по делу о контрреволюционной вредительской организации в Народном комиссариате путей сообщения. 1 апреля 1928 года И. В. Сталину была направлен донос ОГПУ «О раскрытии контрреволюционной организации в НКПС, поставившей себе целью разрушить ж.д. транспорт». На состоявшемся по указанию и в присутствии Сталина 19-20 июня 1928 года совещании руководителей железнодорожного транспорта было объявлено о связи группы саботажников и вредителей из числа бывших инженеров Московской Казанской железной дороги «с бывшим крупнейшим акционером и председателем» той же дороги фон Мекком, тесно контактировавшим с «англичанами и белогвардейскими эмигрантскими железнодорожными кругами» и передававшим материалы о состоянии железнодорожного транспорта СССР Союзу торгово-промышленных и финансовых деятелей в Париже. При свидании с дочерью Н. К. фон Мекк сказал, что следователи «хотели заставить его свидетельствовать против его друзей в открытом суде, однако он отказался и взял всё на себя». Уже в июле 1928 года он подписал признательные показания.

Показание Председателя экономической секции центрального планового правления — Мекк Н. К.

Я признаю, что являлся членом контрреволюционной организации, поставившей себе целью задерживать развитие Советского транспорта и его разрушать. Моя роль в этой организации сводилась к следующему: к консультации по экономическим вопросам и по размерам народного хозяйства и транспорта и направлении их развития. Эти материалы служили для вредительской работы членам организации, находящимся на оперативно-плановой работе. Сам я непосредственно вредительством не занимался, что вытекает из моего служебного положения. Членами организации, с которыми я был наиболее тесно связан следующие: Шухов, Красовский, Дмоховский, Федоров, Величко, Бенешевич.

18/VII-28 г. Мекк

Моя роль, как члена контрреволюционной организации, сводилась к даче консультаций и заключений по целому ряду вопросов, которые другие члены организации, а именно: Шухов, Красовский, Величко, Федоров, Бенешевич, Дмоховский вносили на мое заключение, вернее, требовали моего заключения. Я давал отрицательную характеристику экономической политике Советской Власти и указывал, что благодаря этой политике страна начинает переживать ряд тяжелых экономических кризисов. Исходя из наличия и развертывания этих кризисов в различных отраслях народного хозяйства, я считал вместе с другими членами организации, что кризис на транспорте неизбежен и задачей организации является его ускорение. В соответствии с этим организация для создания этого кризиса решила проводить целый ряд соответствующих предательских мероприятий. Конкретный план вредительства был разработан членами организации без моего участия.

21/VII-28 г. Н. К. Мекк
Обвинительное заключение СССР от 14 января 1929 года о контрреволюционной вредительской организации в народном комиссариате путей сообщения и на железных дорогах заявляло, что Н. К. фон Мекк не только руководил транспортной вредительской организацией, но и входил во «всесоюзный центр вредительских организаций» .
22 мая 1929 года коллегией ОГПУ фон Мекк был приговорён к расстрелу. Сообщение об исполнении приговора было опубликовано 24 мая 1929 года.

От Объединённого Государственного Политического Управления

Объединенным Государственным Политическим Управлением раскрыты контрреволюционные организации на железнодорожном транспорте и в золото-платиновой промышленности Союза, поставившие себе целью свержение советской власти, помощь иностранной интервенции и восстановление в стране капиталистического строя. 

Своей цели они добивались путем вредительства и дезорганизации этих отраслей народного хозяйства.

Идеологическими вдохновителями и практическими руководителями в них были:
Фон-Мекк, Н. К. — бывший потомственным дворянин, бывший председатель правления общества частной Московско-Казанской жел. дороги, ее крупнейший акционер. В последнее время — нач. экономической секции Центрально-планового управления НКПС.

Величко, А. Ф. — бывший потомственный дворянин, бывший начальник перевозок при царской ставке. В последнее время — член президиума Всесоюзной ассоциации инженеров и председатель ее транспортной секции, член союзной ассоциации инженеров и председатель ее транспортной секции, член Центрального комитета НКПС по перевозкам.

По к.-р. организации в золото-платиновой промышленности: Пальчинский, П. А. — бывший товарищ министра торговли и промышленности в правительстве Керенского, бывший комендант защиты Зимнего дворца в октябрьские дни 1917 года. В последнее время бывший профессором Ленинградского горного института.

Коллегия ОГПУ в заседании своем от 22 мая 1929 года, рассмотрев дела вышеуказанных организаций, постановила: Фон-Мекка Н. К., Величко А. Ф. и Пальчинского, П. А., как контрреволюционных вредителей и непримиримых врагов советской власти, расстрелять.

Приговор приведен в исполнение.

Остальные участники указанных к.-р. организаций приговорены на разные сроки заключения в концлагеря.

Зам. председателя ОГПУ Г. Ягода

Москва, 23 мая 1929 года

Правда, 24 мая 1929. - № 116 (4250)
Академик В. И. Вернадский, на собственном опыте знавший цену официальным обвинениям, заметил, что фон Мекк, добровольно отдавший после Октябрьской революции все капиталы, был убит «совершенно невинно в общественном мнении».
А. Солженицын в «Архипелаге Гулаг» писал, что А. Ф. Величко, Н. К. фон Мекк и П. А. Пальчинский
«…погибли или расстреляны — этого мы пока не знаем, — но они доказали, что можно сопротивляться и можно устоять, и так оставили пламенный отблик упрёка всем последующим знаменитым подсудимым».

## Семья
Происходил из рода фон Мекк.
Жена (с 23 января 1884 года) — Анна Львовна Давыдова (1864—1942), внучка декабриста В. Л. Давыдова, племянница П. И. Чайковского. Анна Львовна после расстрела мужа была арестована и приговорена к 3 годам ссылки. У супругов было шестеро детей:
- Кира (1885—1969), в браке Запольская, жена Александра Константиновича Запольского, мать Ядвиги Александровны Пузыны в девичестве Запольской.
- Андрей (умер младенцем)
- Марк (1890—1918, расстрелян в Омске)
- Галина (1891—1985; до 1941 г. жила в СССР; воспользовавшись немецкой оккупацией, в том же году ушла на Запад, умерла в Англии)
- Аттал (1894—1916, погиб 15 июля в своем первом бою над рекой Стоход)
- Люцелла (1896—1933).

В 1904 году фон Мекки удочерили Елену — дочь друга Николая Карловича присяжного поверенного Александра Хакмана, который вместе с женой умер во время эпидемии холеры. Елена впоследствии стала матерью академика Никиты Николаевича Моисеева.